# Neosprucea sararensis
Neosprucea sararensis là một loài thực vật có hoa thuộc họ Tiliaceae.
Loài này chỉ có ở Colombia.